# 87號州際公路 (紐約州)
87號州際公路（英語：Interstate 87，簡稱I-87）是美國州際公路系統，也是紐約州收費公路的一部份，全部位於紐約州。全長333.49英里（536.70），呈南-北走向，自紐約市布朗克斯區的三區大橋開始，在北端的香普蘭鎮進入加拿大，並與魁北克15號高速公路銜接。

## 路線

### 狄根少校高速公路
87號州際公路自三區大橋與布洛克奈高速公路交接處開始，在紐約市布朗克斯內8.4英里（10）長的路段稱為狄根少校高速公路（Major Deegan Expresway）。這段高速公路是以美國陸軍工兵團的威廉·法蘭西斯·狄根少校命名，因為他在一次世界大戰時負責興建紐約市附近許多的軍事基地。這段高速公路於1956年在州際公路系統的誕生之前便已通車，最初編號為紐約州道1B的狄根少校高速公路在1936年開始計畫，並在1939年完成1.5英里（0）長的路段。羅伯特·莫斯

### 紐約州收費公路
從紐約市到奧本尼與90號州際公路交會處是紐約州收費公路的一部分，在1950年代建成，並在1958年被標為87號州際公路。自紐約市布朗克斯之後，紐約州收費公路經由塔班奇大橋跨越哈德遜河連接威斯特徹斯特郡與羅克蘭郡。

### 亞迪榮戴克北方公路
在奧本尼以北的I-87路段稱為亞迪榮戴克北方公路（Adirondack Northway，或簡稱Northway），一直向北前往美加邊境。這段高速公路在興建期間引起了眾多爭論，因為穿越了亞迪榮戴克山脈，但還是在1967年為了1967年世界博覽會興建，以連接紐約市與蒙特婁。同年Parade Magazine將這路段命名為「美國風景最儷緻的公路」。。